# Zarge (Musikinstrument)

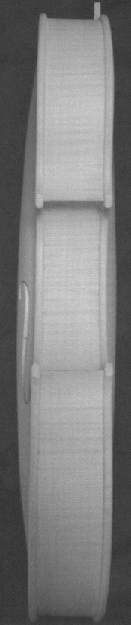
Zargen einer Violine

Als Zarge oder Zargenteile bezeichnet man bei verschiedenen Musikinstrumenten diejenigen Bauteile eines Korpus, die dessen Seitenwand beziehungsweise Seitenwände bilden. Zu den Musikinstrumenten, die über Zargen verfügen, zählen
- verschiedene Schlaginstrumente, wie zum Beispiel viele Bauformen von Trommeln sowie auch
- Kastenhalslauten (Streich- und Zupfinstrumente) wie die Familien der Violinen und Gamben sowie Gitarren, bei denen die Zargen Boden und Decke verbinden. Bei diesen Instrumenten bestehen die Zargen aus Furnierstreifen (etwa 1 mm bis 3 mm dick), auf denen Decke und Boden des Korpus aufgeleimt werden. Bei höherwertigen Instrumenten bestehen die Zargen aus massivem Holz, meist dünnem Hartholz, dessen Verbindung mit Boden und Decke durch umlaufende Ränder aus Klangholz gesichert wird. Zargen haben je nach Instrumententyp eine unterschiedliche Höhe. Am unteren Teil befindet sich innen meist der Unterstock und am oberen Teil der Oberstock. In letzteren wird der Hals eingesetzt. Bei Streichinstrumenten und bei den meisten Gitarren mit Hohlkorpus besteht die Zarge aus vielen Teilen, die durch Eckklötzchen zusammengehalten werden. Sind alle Zargen miteinander verleimt, spricht man von einem Zargenkranz. Die Zargen sowie gegebenenfalls der Stimmstock übertragen die Schwingungen der Decke auf den Boden des Instruments.
- Als schützendes und dekoratives Element werden an den Zargen (wie auch an anderen Kanten) von Musikinstrumenten gegebenenfalls Streifen (als binding[1]) eingelegt.

Das früheste Zargeninstrument war laut Zuth eine hölzerne Leier aus der Völkerwanderungszeit.